# Abriola
Abriola est une commune d'environ 1 600 habitants, située dans la province de Potenza, dans la région Basilicate en Italie méridionale.

## Histoire
Il n'y a pas de preuves certaines sur les origines de la ville. Les premières traces d'une colonie datent du IXe siècle, lorsque les Sarrasins, après l'occupation de Conza en 872, viennet en Lucanie et fondent à Abriola une citadelle fortifiée pour garder la vallée de la Fiumara d'Anzi. Le Sarrasin Bomar, seigneur de Pietrapertosa, devient alors propriétaire d'Abriola. En 907, la ville est cédée au Lombard Sirifo ; c'est à cette époque que fut adopté le toponyme d'Abriola, dérivant de Briola, terme désignant le lieu de chasse d'un comte lombard. Cette interprétation étymologique est confirmée par les armoiries, représentant « en bleu sur un chêne monté sur le sommet médian d'une montagne à trois sommets, traversée par un sanglier ». 
Au XIIe siècle, Abriola devient un fief dans la Principauté de Tarente. Au cours des siècles suivants, le fief est la propriété successive de plusieurs familles, dont celles des Orange, des Di Sangro, des Caracciolo et enfin des Federici.
En 1809, le village est le théâtre d'un épisode de banditisme particulièrement odieux, l'extermination de toute la famille du baron Federici par l'une des bandes de brigands les plus redoutées de l'époque, dirigée par Domenico Rizzo connu sous le nom de Taccone. L'orographie des lieux et la présence de bois épais ont fait de la zone autour d'Abriola un lieu idéal pour les raids de brigands, dont Antonio Locaso, originaire de la ville.
Le peintre Giovanni Todisco (it) a vécu à Abriola au XVIe siècle. Aujourd'hui, Abriola est une charmante ville touristique, et le domaine de Piana del Lago, situé à quelques kilomètres de la ville, met des pistes de ski à la disposition des amateurs de sports d'hiver.

## Monuments et patrimoine
- Le Sanctuaire de Monteforte (Abriola)

## Administration
| Période                                  | Période  | Identité                | Étiquette | Qualité |
| ---------------------------------------- | -------- | ----------------------- | --------- | ------- |
| 28 mai 2002                              | En cours | Vittorio Pietro Triunfo |           |         |
| Les données manquantes sont à compléter. |          |                         |           |         |

### Hameaux
Arioso, Tintiera

### Communes limitrophes
Anzi, Calvello, Marsico Nuovo, Pignola, Sasso di Castalda, Tito